# Magyarországi Református Egyház
A Magyarországi Református Egyház a Magyarországon bejegyzett református egyház hivatalos elnevezése.
A történelmi egyházak között – a katolikus egyház után – számarányában a második helyet foglalja el. A presbiteriánus egyházak között ez az egyetlen egyház, ahol püspökök álltak és jelenleg is állnak világi elnöktársukkal, a főgondnokokkal az egyházkerületek élén.

## Története
A reformáció a 16. század folyamán terjedt el Magyarországra. A svájci Genfben Kálvin János megfogalmazta a református egyház tanait, követői pedig Európa-szerte terjesztették a református (kálvinista) evangéliumot.
A reformáció magyarországi, kálvini ága két hitvallást fogadott el Debrecenben 1567-ben, a Heidelbergi Kátét és a II. Helvét Hitvallást. Innen, az 1567-es Debreceni Zsinattól számolják a magyar református egyház létét.
A Habsburg császárok a katolikus ellenreformációt támogatták a magyar területeken és a protestánsok a 17-18. század nagy részében másodrendű állampolgárok lettek. A későbbi császári rendeletek, mint például az 1731-es Resolutio Carolina, kezdték rendezni a protestáns egyházak státuszát, de csak a 18. század vége hozott némi enyhülést a Magyarországi Református Egyház számára (Türelmi rendelet).

## Jellegzetes hittételei
- Az öt "Sola":
  - Sola gratia: Egyedül kegyelemből igazulhat meg az ember Isten előtt
  - Solus Christus: Egyedül Krisztusban van üdvösség
  - Sola fide: Egyedül hit által lehet elfogadni a Jézusban felkínált üdvösséget
  - Sola Scriptura: Egyedül a Bibliából ismerhető meg Isten kijelentése
  - Soli Deo Gloria: mindenért egyedül Istent illeti a dicsőség
- Eredendő bűn: Az ember a paradicsomi bűneset óta bűnben születik, és megváltásra szorul.
- Egyetemes papság: Isten és ember között nincs szükség közbenjáróra, az egyetlen közbenjáró Jézus Krisztus.[3]
- Két sákramentum (szentség) létezik, ezek a keresztség és úrvacsora.
- Eleve elrendelés: Isten eleve elrendelte, hogy kik jutnak el a Krisztusba vetett üdvözítő hitre. Ez a tanítás nem determinizmus, nem fátum, hanem Isten hatalmára és megelőző kegyelmére mutat rá.

## Szervezeti felépítése, intézményei

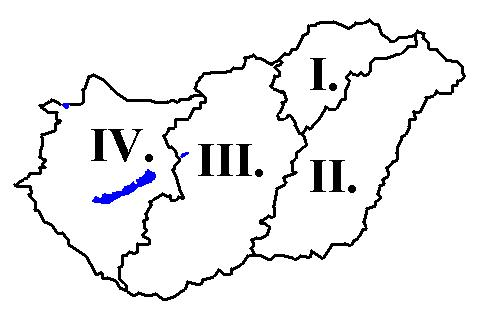
Református egyházkerületek Magyarországon, I. Tiszáninneni, II. Tiszántúli, III: Dunamelléki, IV.:Dunántúli

Magyarországon az 1200 gyülekezet négy egyházkerületben, illetve 27 egyházmegyében él, és a lakosság körülbelül 16%-át teszik ki a reformátusok. A gyülekezet szervezeti felépítésében a zsinat-presbiteri elv érvényesül.
Az egyházkerületek élén püspökök állnak világi elnöktársaikkal, a főgondnokokkal. Az egyházkerületi szinthez hasonlóan, az egyházmegyék élén az esperes és az egyházmegyei főgondnok áll, míg a gyülekezetek elnöksége a lelkipásztor és a gondnok(ok).
1. Tiszáninneni Református Egyházkerület
2. Tiszántúli Református Egyházkerület
3. Dunamelléki Református Egyházkerület
4. Dunántúli Református Egyházkerület

### Az egyházközség (gyülekezet)
Az egyházközség az egyház legalsó szintjén áll. Jogi intézményként működik, és vezetésében érvényesül a paritás elve: egyházi vezetője a lelkész (lelkipásztor), és világi vezetője a gondnok. Tévesen a gyülekezet és az egyházközség szót szinonimaként szokták alkalmazni, ám az egyházközség tagjai azok a 18 évet betöltött, konfirmált emberek, akik hozzájárulnak a gyülekezet fenntartásához anyagilag, ezért az egyházközségi gyűlésen szavazati joggal rendelkeznek. A gyülekezetnek viszont ezen felül több tagja van: gyermekek; még nem konfirmált felnőttek, akik látogatják a lelki alkalmakat, illetve szavazati joggal nem rendelkező személyek.
Minden gyülekezetnek külön döntéshozó szerve van, ami a presbitérium, melynek élén a gondnok áll, akinek szerepköre eltér a szakmabeli gondokétól. Gyülekezetenként eltérő számú megválasztott egyháztag (presbiter) rendelkezik szavazati joggal az alábbi ügyekben:
- Költségvetés elkészítése, megszavazása; egyéb pénzügyi dolgokban való döntés
- Egyházközségi alkalmazottak felvételének megszavazása (adminisztrátor, kántor, diakónus, hitoktató, egyházfi stb.)
- A gyülekezet lelkészének elhalálozása, vagy lemondása esetén új lelkész(ek) jelölése

Egyes helyeken nemcsak presbitereket választanak meg, hanem pótpresbitereket is, akiknek a funkciójuk az, hogyha a presbiterek közül elhalálozás történik, akkor automatikusan a pótpresbiterek közül kerülnek ki az újabb presbiterek. Érdekesség, hogy bizonyos helyeken csak férfiak lehetnek presbiterek, míg máshol nők is betölthetik ezt a szerepkört.
Minden gyülekezetnek van egyházközségi gyűlése, aminek tagjai a fent említett kritériumoknak megfelelt emberek. A gyűlés a következőkben dönt:
- Új lelkész megválasztása (meghívásos, vagy pályázati alapon)
- Presbiteri tagok megválasztása
- Esperes, illetve egyházmegyei gondnok megválasztása

Az egyházközségi gyűlést alkalmanként hívják össze, míg presbiteri gyűlést akár havonta, vagy kéthetente is tarthatnak.
Az egyházközségek feladata a térségben élő református hívő testvérek lelki vezetése, illetve a nem hívő emberek utáni missziós tevékenység. Egy egyházközségben általában minden héten vasárnap istentisztelet szokott lenni (ez alól kivételek a szórványtelepülések), továbbá hétközi alkalmak, mint például bibliakör, ifjúsági óra (ifi), konfirmáció-előkészítő (KT), imaközösségi csoportok, kórus, stb.
A lelkészek sokszor lelkigondozói beszélgetést folytatnak lelkileg megtört, vagy Istent kereső emberekkel, gyászolókkal, továbbá külön alkalmak vannak beszélgetésre az esküvőre készülő párokkal és a gyermeket keresztelni kívánó családokkal.
A lelkipásztor feladatkörébe tartozik a sákramentumok (Jézus által parancsolt szimbolikus cselekedetek) kiszolgáltatása, ami az úrvacsora és a keresztség. Emellett feladata az igehirdetés a temetéseken és a templomi esküvő megáldása.

### Országos intézményei
- Református Egységes Gyógypedagógiai Módszertani Intézmény (https://reformatusegymi.reformatus.hu)
- Református Pedagógiai Intézet (https://refpedi.hu)
- Magyarországi Református Egyház Bethesda Gyermekkórháza (https://www.bethesda.hu)
- Bethesda Kórház Alapítvány (https://bka.hu)
- Bethesda Otthonápolási Szolgálat
- Bethesda Otthonápolási Szolgálat Alapítvány
- Schweitzer Albert Református Szeretetotthon (https://szeretetotthonok.hu)
- Magyar Református Szeretetszolgálat (https://jobbadni.hu)
- Magyarországi Református Egyház Missziói Szolgálata (https://misszioiszolgalat.reformatus.hu/)
- Kálvin Kiadó (https://kalvinkiado.hu/)
- Református Közéleti és Kulturális Alapítvány (https://reformatusegyhaz.hu/egyhazunk/rkk)

### Felsőoktatás
- Károli Gáspár Református Egyetem
- Debreceni Református Hittudományi Egyetem
- Pápai Református Teológiai Akadémia
- Sárospataki Református Hittudományi Egyetem

## Kapcsolata a többi magyar református egyházzal
Az egész világon ma mintegy három és fél millió magyar reformátust tartanak nyilván. Ebből mintegy kétmillióan élnek Magyarországon, másfél millióan a különböző országokban.
Az első világháborút követően Magyarország területvesztésével együtt számos magyar egyházrész, így az egész Erdélyi kerület és gyülekezetek csoportjai kerültek határainkon kívülre. Ezek ősi lakhelyükön élnek ugyan, de idegen nyelvi és vallási környezetben folytatják életüket. Az Amerikai Egyesült Államokban két különböző egyházi szervezetben, összesen hetven magyar református gyülekezet él. Ezenkívül Kanadában, Nyugat-Európában, Ausztráliában, Latin-Amerikában élnek magyar reformátusok. A környező országokban és a világon szétszórtan élő magyar reformátusokkal a Magyarországi Református Egyház szoros testvéri kapcsolatokat tart, részben a Magyar Reformátusok Világszövetsége, részben a Magyar Református Egyházak Tanácskozó Zsinata keretei között. 2009. május 22-én a Kárpát-medencében élő református egyházak új alkotmányt alkotva megalapították a Magyar Református Egyházat.

## A Zsinat
"A Zsinat Elnöksége képviseli a Magyarországi Református Egyházat a külföldi és hazai egyházaknál, eljár az állam illetékes szerveinél, valamint tartja a kapcsolatot az ökumenikus szervezetekkel, de egyebek mellett összehívja és levezeti a zsinati tanácskozásokat is."
|                            | NÉV                | Tagság jellege     | EGYHÁZKERÜLET                                   | SZOLGÁLATI HELY                                                       |
| A Zsinat Elnöksége         | A Zsinat Elnöksége | A Zsinat Elnöksége | A Zsinat Elnöksége                              | A Zsinat Elnöksége                                                    |
| -------------------------- | ------------------ | ------------------ | ----------------------------------------------- | --------------------------------------------------------------------- |
| A Zsinat lelkészi elnöke   | Steinbach József   | lelkészi           | Dunántúli Református Egyházkerület – püspök     | Balatonalmádi-Balatonfűzfői Református Társegyházközség               |
| A Zsinat világi elnöke     | Molnár János       | presbiteri         | Tiszántúli Református Egyházkerület – főgondnok | Megbékélés Háza Református Konferencia és Képzési Központ, Berekfürdő |
| A Zsinat lelkészi alelnöke | Barna Sándor       | lelkészi           | Tiszáninneni Református Egyházkerület – püspök  | Rásonysápberencs-Rásonyi Református Egyházközség                      |
| A Zsinat világi alelnöke   | Dr. Nemes Pál      | presbiteri         | Dunántúli Református Egyházkerület – főgondnok  | Nagykanizsai Református Egyházközség, Somogyi Református Egyházmegye  |

## A Magyarországi Református Egyház zsinatának lelkészi elnökei
| Lelkészi elnök   | Lelkészi elnök    | Lelkészi elnök     | Szolgálati hely                                                                                    |
| ---------------- | ----------------- | ------------------ | -------------------------------------------------------------------------------------------------- |
| Bölcskei Gusztáv | 1997              | 2014. december 31. | Tiszántúli Református Egyházkerület püspöke Debrecen-Nagytemplomi Református Egyházközség          |
| Szabó István     | 2015. február 25. | 2021. február 17.  | Dunamelléki Református Egyházkerület püspöke Budahegyvidéki Református Egyházközség                |
| Balog Zoltán     | 2021. február 17. | 2024. február 16.  | Dunamelléki Református Egyházkerület püspöke Budapest-Hold utcai Református Egyházközség           |
| Pásztor Dániel   | 2024. február 16. | 2024. április 24.  | Tiszáninneni Református Egyházkerület püspöke, ügyvivő                                             |
| Steinbach József | 2024. április 24. | hivatalban         | Dunántúli Református Egyházkerület püspöke Balatonalmádi-Balatonfűzfői Református Társegyházközség |

## Külső hivatkozások
- A Magyarországi Református Egyház hivatalos honlapja
- A Magyarországi Református Egyház története (hivatalos honlap)